# Saint-Philippe du Roule (metropolitana di Parigi)
Saint-Philippe du Roule è una stazione della linea 9 della metropolitana di Parigi.

## La stazione
La stazione venne aperta nel 1923 e prese il nome dal villaggio di Roule.

## Interconnessioni
- Bus RATP - 28, 32, 52, 80, 83, 93